# Gymnopleurus bicallosus
Gymnopleurus bicallosus är en skalbaggsart som beskrevs av Felsche 1909. Gymnopleurus bicallosus ingår i släktet Gymnopleurus och familjen bladhorningar. Inga underarter finns listade i Catalogue of Life.